# Angel Audaz
Angel Audaz fue una serie de cuadernos de historietas creada por el guionista S. Herrero y el dibujante Ripoll G. para Ibero Mundial de Ediciones en 1962.
Angel Audaz terminó con su número diez, a pesar de la gran calidad de su dibujante. Se atribuye esto a su socorrido argumento, que repite los tópicos del cómic internacional entonces en boga: Desde el inicio a lo Jeff Hawke (1955) al torneo de la muerte y el vestuario de Flash Gordon (1934) pasando por la pelea con las fieras de Tarzán y los bárbaros (1942).
Con tan abrupto final, quedaron sin cerrar las líneas argumentales, de tal manera que Ángel Audaz nunca llegaría a enfrentarse al villano que dominaba el planeta al que habían ido a parar.

## Argumento y serialización
| Número     | Título                        |
| ---------- | ----------------------------- |
| 1          | «Alarma en la Tierra»         |
| Argumento: |                               |
| 2          | «Cautivos del horror»         |
| Argumento: |                               |
| 3          | «La rebelión de las máquinas» |
| Argumento: |                               |
| 4          | «Los ojos de Tung»            |
| Argumento: |                               |
| 5          | «En poder de Hog»             |
| Argumento: |                               |
| 6          | «Extraño mundo»               |
| Argumento: |                               |
| 7          | «La prueba del valor»         |
| Argumento: |                               |
| 8          | «Fuga imposible»              |
| Argumento: |                               |
| 9          | «Peligro mortal»              |
| Argumento: |                               |
| 10         | «¡Descubiertos!»              |
| Argumento: |                               |